# 천군
천군(天君)은 마한 때 소도(蘇塗)라는 특수한 신성 지역을 지배하던 제사장(祭司長)의 칭호이다. 제정(祭政)이 일찍부터 분리된 후 삼한 사회에는 족장 외에 제사권을 장악하는 제사장, 즉 천군을 각 읍(邑)마다 1명씩 두었다.

## 같이 보기
- 소도